# Шарена джамия (Тетово)
Вижте пояснителната страница за други значения на Шарена джамия.
Шарената джамия, още Аладжа джамия или Паша/Пашина джамия (на македонска литературна норма: Шарена џамија; на албански: Xhamia e Larme), е мюсюлмански храм в град Тетово, Северна Македония.

## История
Построена е в старата част на Тетово в 1495 година, на десния бряг на река Пена. Като нейни дарители се спомнават имената на две жени – Хуршиде и Менсуре ханъм, които са погребани в самостоятелно тюрбе, което се намира в двора на джамията. През XIX век (1833) мюсюлманския храм е основно обновена и разширена от Абдурахман паша — синът на Реджеп паша, а изрисуването е направено от майстори от Пловдив, заимствали стила и орнаментиката от къщите в днешния т.нар. Стар град. Имената на двамата дарители се свързват и с обновяването и изграждането на Тетовското кале и Арабати баба теке.
Храмът има характерни вътрешни и външни декоративни елементи и декорации. В състава на този архитектурен комплекс се намира и запазената турска баня, която днес е превърната в художествена галерия, както и останалите помощни постройки към джамията (конаци), които представляват интересна урбанистична цялост. След направенните консервационно-реставраторски работи по вътрешната и фасадната украса на джамията днес отново е възвърнат някогашния ѝ изглед и красота.
Архитектурно Шарената джамия претставлява еднкуполен квадратен градеж, в който са сплетени бароков и неокласическия османски стил. Богатата декорацията на храма се състои от флорални и геометрически мотиви. Особено живописна е южната страна на джамията, която се вижда от главния път за Гостивар.